# 静岡市立清水宍原小学校
静岡市立清水宍原小学校（しずおかしりつ しみずししはらしょうがっこう）は、静岡県静岡市清水区宍原にある公立小学校。

## 沿革
- 1873年（明治6年）5月 - 福聚院の本堂に私立「三省舎」創立[1]。
- 1874年（明治7年） - 公立となり「文哉舎」と改称[1]。
- 1876年（明治9年） - 「宍原学校」と改称[1]。
- 1889年（明治22年） - 宍原村が小島村に合併。

～
- 1961年（昭和36年） - 清水市との合併により、「清水市立宍原小学校」に改称[1]。
- 1972年（昭和47年） - 創立100年記念祭を挙行[1]。
- 2003年（平成15年）4月 - 静岡市との合併に伴い、「静岡市立清水宍原小学校」に改称[1]。

## 通学区域
清水区
- 宍原